# Happy Birthday, Mr. President

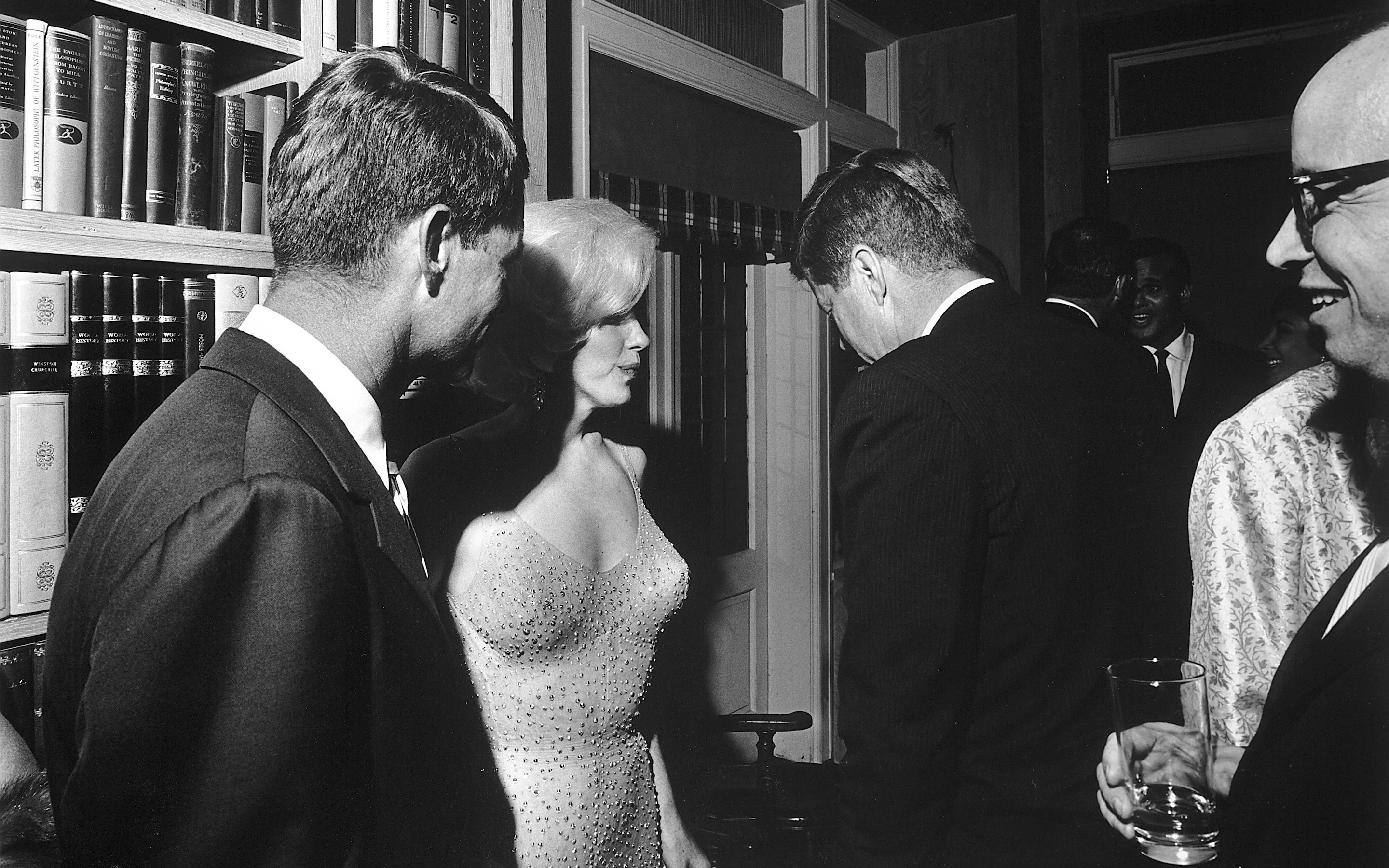
Marilyn Monroe, John Fitzgerald Kennedy e Robert Kennedy fotografati poco prima del siparietto

Happy Birthday, Mr. President è la celebre canzone cantata dall'attrice statunitense Marilyn Monroe per festeggiare il compleanno dell'allora presidente degli Stati Uniti d'America John Fitzgerald Kennedy.

## Storia
Il 19 maggio 1962 al Madison Square Garden, durante i festeggiamenti per il 45º compleanno del presidente Kennedy, avvenuti dieci giorni prima della data effettiva, Marilyn Monroe venne presentata al pubblico da Peter Lawford e si esibì intonando la canzone. Venne accompagnata dal pianista Hank Jones, al termine fece un breve discorso e continuò cantando Thanks for the Memory. Il presidente salì sul palco e la ringraziò. Ad ascoltarla vi erano circa 15.000 persone.

## Testo
Happy Birthday to you,
Happy Birthday to you,
Happy Birthday Mr. President,
Happy Birthday to you.
Thank's Mr. President
For all the things you've done
The battles you've won
The way you deal with US Steel
And our problems by the ton,
We thank you - so much.
Everybody Happy Birthday!

## Nella cultura di massa
Il vestito color carne che indossava Marilyn Monroe nell'occasione venne messo all'asta nel 1999, al termine della stessa il prezzo aggiudicato fu superiore a 1,26 milioni di dollari. Anni dopo, al compleanno del principe Carlo d'Inghilterra, la cantante Geri Halliwell si esibì in una canzone simile adattandola alla situazione.
Lo stesso vestito è stato indossato da Kim Kardashian al Met Gala del 2022.
Si era ipotizzato che il vestito fosse stato danneggiato da lei, ma i proprietari dell’iconico abito hanno successivamente smentito questa affermazione.